# マーティン・クーニー

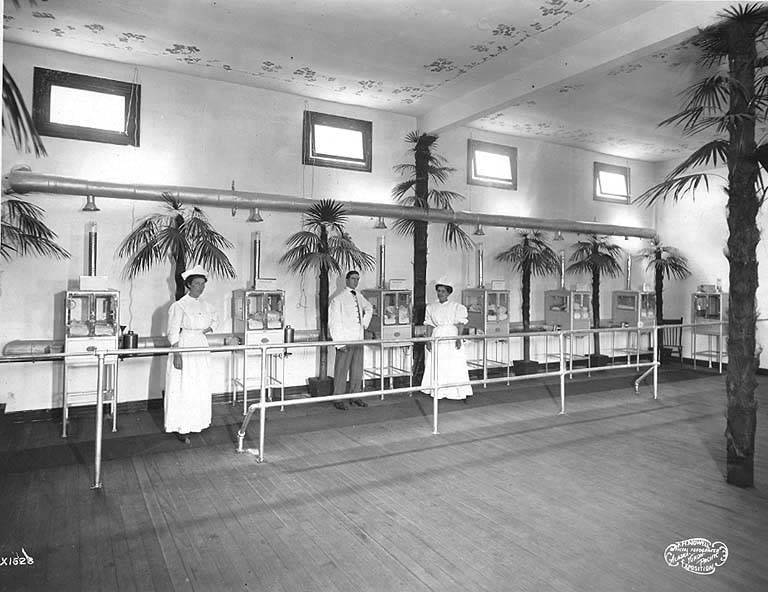
1909年のシアトル万国博覧会での保育器の展示

マーティン・アーサー・クーニー（Martin Arthur Couney, 出生名: Michael Cohn, 1870年 - 1950年3月1日）は、アメリカの医師。 新生児学の第一人者として知られる。ドイツ系ユダヤ人の移民の家に生まれ、母親は医師の家系であった。小児科の名医であるピエール＝コンスタント・ブーダンの弟子であったと自称しているが、証明はされていない。また、よく訓練された医師ではなかったと信じるに足る証拠も示されている。

## 概要
クーニーは、当時まだ病院で認可されていなかった新生児保育器を用いて未熟児を救ったことで知られている 。クーニーは保育器を、1896年のベルリン産業博覧会、ロンドンのアールズ・コート・エキジビション・センター、 1898年にネブラスカ州オマハで行われたトランス・ミシシッピ博覧会、1900年のパリ万博、1901年にニューヨーク州バッファローで行われたパンアメリカン万博などで披露した。最も有名な逸話は、長年にわたってニューヨークのコニーアイランドにおいて保育器に入れた未熟児を見世物としていたことである。見物料として25セントを徴収し、未熟児の両親が治療費を払う必要がないように、この収入を維持費に充てていた。1903年にはルナパークにおいて保育器の展示が行われた (en:Luna Park (Coney Island, 1903)。1950年に彼が亡くなる直前、保育器は病院に導入された。クーニーが命を救った未熟児は6,500人から7,000人であるといわれている。

## 関連文献
- Raffel, Dawn The Strange Case of Dr. Couney: How a Mysterious European Showman Saved Thousands of American Babies (New York: Blue Rider Press, 2018)